# Алани-танаїти
Алани-танаїти (грец. Άλανοί, лат. Halani Tanaitas) — група чи об'єднання кочових іраномовних племен, очолюваних аланами, які мешкали у Подонні і були згадані Амміаном Марцелліном (Історія, 31, 3, 1) у опису подій 375 року, а саме експансії гунів до Європи 
| «1. І ось гуни, пройшовши крізь землі аланів, які межують з гревтунгами і зазвичай називаються танаїтами, здійснили у них страшне винищення та спустошення, а з уцілілими уклали союз і приєднали їх до себе.»[1] |
Неодноразово висловлювалася думка, що алани-танаїти саме та група аланів, яка вдерлася до Подоння та Північного Кавказу на початку 60-х років І століття та спричинила міграцію до Північного Причорномор'я аорсів та сіраків. Якщо взяти за основу це припущення, то саме з аланами-танаїтами можливо повязати Закавказькі навали 72-73 років та поч. II ст. н. е., а також відому з вірменських хронік династію аланів Аравеліани (порівн. « саки-аравали»).
Гіпотетично з аланами-танаїтами можливо пов'язати згаданих у поховальному напису з Керчі «царів алан»(грец. τοῖς Άλανῶν βασιλεῦσιν), яких згадувана особа впевнено перемогла до/близько 92 р., та «союз з аланами» (грец. τήν Άλανῶν συνμαχίαν), від якого згадана особа відмовила місцевих (біля Херсонесу) царів. Повний текст напису наступний:

| «… палко бажаючи… залишився (без) вершників… (Руйнуючи) лад, він, подібний до бурхливої (річки), нищачі все, що нападало на нього як (нестримний?) потік … завдяки власній звитязі та талану царя… й тодішній цезар, перебуваючи … почув про велику (й… й при…) вирішенні справ засуджував провину… й листом запросив до цезаря, (який), схваливши (те, що відбулося), спонукав до цього на майбутнє… і царям аланів за (провину їх?) вважав за потрібне визначити (справедливе покарання ?). Адже коли (виявляються) важливі справи, то вони приваблюють тих, хто поблизу, а коли вони не виявляються, то вони їх турбують… він, (після того як) цезар побачив його таким, яким він про нього чув, був вшанований (цезарем за ці справи) й, (сприяючи) нинішньому володарю великому царю (Савроматові), покинувши більш великого государя, (здійснив військовий похід на скіфів) крізь Таврику. Коли він досяг Херсонесу, (зустрілися йому царі, які) прийшли для укладання союзу з аланами, яких (він від цих намірів) відвернув. І коли він ще збирав (військо і) збирався вирушити у похід (на скіфів), сталося йому (отримати) від царів, що вони присягяють (богами) у вірності (і союзі). Адже великий герой доклав серйозних зусиль… його ж славетний талан царя… (Адже воно ?) до більшого звеличило його своїм сприянням… (Адже так) кентавр Хірон (виховав) великого (героя) Ахілла, спонукавши, думаю, таким же чином, (як сам він виховав володаря), що став (великим) царем Савроматом… (Й) з відповідною шаною, належною пану (своєму… від Геракла) та Посейдона походячого, й не тільки (вчив благородним справам, звеличив) й виховав, а й (спонукав вихованця), визначивши йому турботу по відношенню до псеханів (…) Вів війну зі скіфами, підпорядкував таврів і, змінивши (становище), їхню зухвалість та (неприборканий?) спосіб мислення звернув в (великий) страх (так, що) необхідність стала терплячістю, війна ( — миром), а слово — засобом переконання, всім цим він прикрасив себе. (Адже проти тих, хто) ставав його ворогами, він був дуже войовничим, по відношенню до підлеглих (доброзичливим), для покірних — законом! За що у нього були заслужені відзнаки (великодушності) і подяки: хіліархії і золоті (нагороди війська), й авангард фракийского загону, й командування (фалангою) гоплитів, що прикрашає та примножує того, хто довірив, та робить гідним шани того, хто цією довірою користувався. Навіть цей дуже помірний, але зроблений перелік справ у вибірковому поєднанні показує вшанованого гідним любові, внаслідок чого звитяга з усіма милостями зберегла для нього повною мірою щастя, а також найщасливішу й для всіх бажану (прикрасу) царства. Бути великим, не будучи гоноровим, а зі скромністю вважаючи благовоління царя для себе придбанням — це бажане. Завжди він був все більш та більш великим, відчуваючи юнацьке задоволення у всі роки, й разом з тим розсудливий і войовничий ставши законом для всіх навколишніх племен, які живуть у Меотиди і знають витоки…» [8] |
Висловлено думку, що відомий з листів Плінія Молодшого Сусаг — цар алан-танаїтів.
Ймовірно, що у 236—239 роках у об'єднані алан-танаїтів змінилася політична верхівка — об'єднання очолили представники нової хвилі аланів — мігрантів зі сходу.
Існує декілька думок щодо батьківщини аланів, але найвірогіднішою є думка, що етнос аланів сформувався у Мугоджарах (регіон Західного Казахстану) за участі як прийдешніх, так і тубільних іранських племен.

## Відомі Аравеліани

Тамга Аравеліан

- Базук — цар алан (в оригіналі — овсів), який очолював навалу на Закавказзя у 72 р. Можливий батько Сатінік.
- Анбазук — брат Базука.
- Сатінік — донька царя алан, дружина царя Вірменії.
- Баракад ( — поч. II ст.) — родич царя алан, супроводжував Сатінік до Вірменії, охрестився та прийняв зі своїми спільниками смерть на поч. II ст. Відомий як св. Сукіас.
- Датіанос (ІІ ст.) — наступник царя алан, батька Сатінік.[15][16]